# Karl-Heinz Gerdesmann

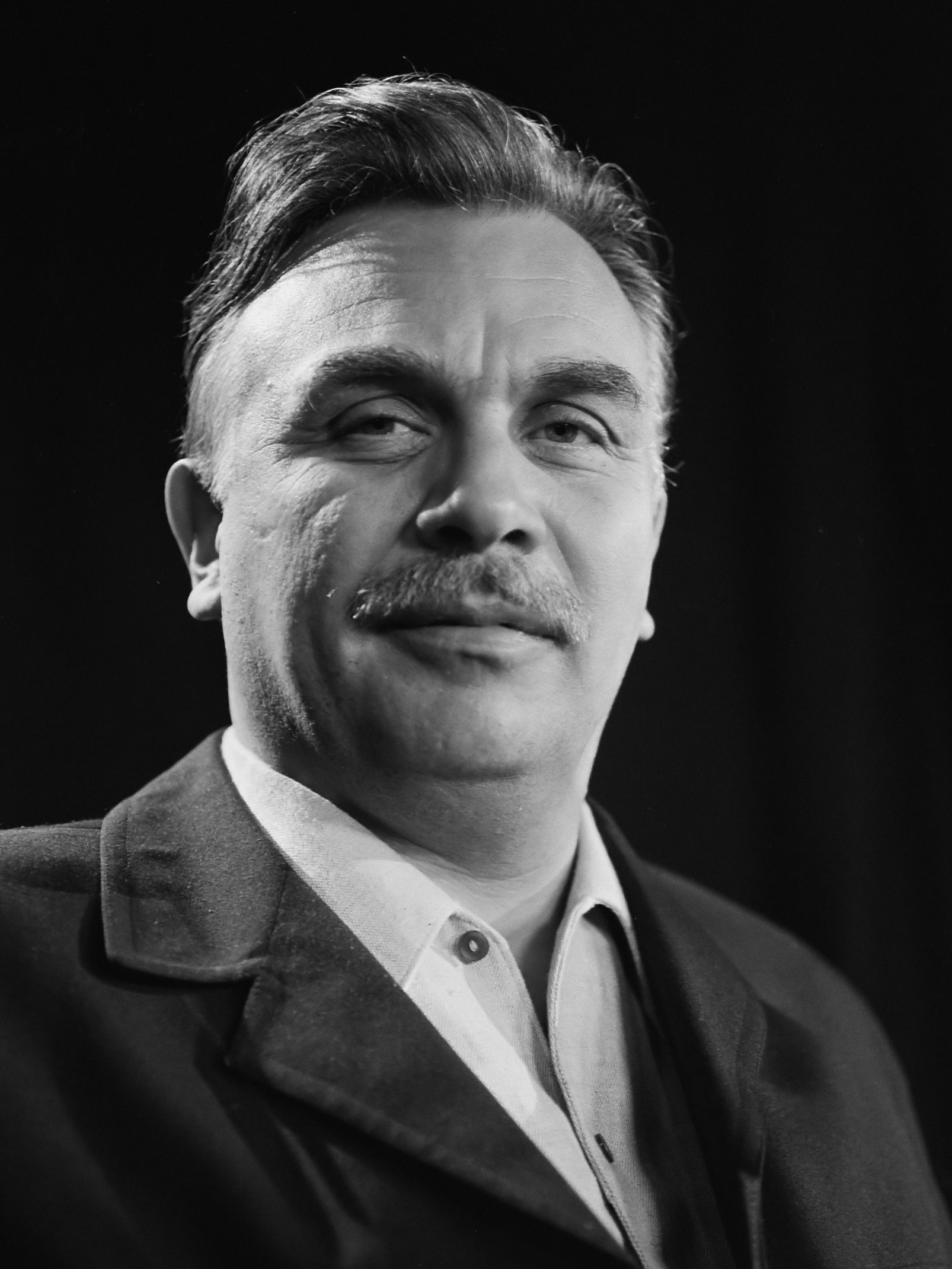
Karl-Heinz Gerdesmann (1966)

Karl-Heinz Gerdesmann (* 3. Juli 1921 in Koblenz; † 17. November 1991 in Hamburg) war ein deutscher Schauspieler und Hörspielsprecher.

## Leben
Nach dem Schulabschluss absolvierte Gerdesmann zunächst ein Medizinstudium und nahm parallel Schauspielunterricht. Während des Studiums trat er im Kieler Studentenkabarett Die Amnestierten auf. Er approbierte als Arzt an der Christian-Albrechts-Universität und begann die Facharztausbildung zum Gynäkologen an der Uniklinik Kiel. Im Zweiten Weltkrieg wurde er zur Marine einberufen und nahm am U-Boot-Krieg im Atlantik teil. Aufgrund der Kriegsereignisse und deren psychischer Folgen, gab er nach Kriegsende seine Approbation als Arzt ab. 1949 entschied er sich endgültig für die Schauspielerei. In den Folgejahren stand Gerdesmann auf weiteren Kabarettbühnen wie der des Düsseldorfer Kom(m)ödchens und des Hamburger Rendezvous. Zu den weiteren Bühnenstationen zählten unter anderem das Deutsche Theater Göttingen unter Heinz Hilpert und Günther Fleckenstein und die Ruhrfestspiele Recklinghausen.
Daneben trat Gerdesmann regelmäßig in Film- und Fernsehproduktionen auf. Er spielte in Hans Quests Nick Knatterton-Film, in der Heinz-Erhardt-Komödie Natürlich die Autofahrer, in Jürgen Rolands Kriminalfilm Polizeirevier Davidswache und der Fernsehkomödie Bismarck von hinten oder Wir schließen nie aus der Feder von Helga Feddersen. Außerdem übernahm er Gastrollen in zahlreichen Fernsehserien und -reihen wie Tatort, Dem Täter auf der Spur, Hafenpolizei und Gestatten, mein Name ist Cox. In insgesamt vier Filmen der Reihe Stahlnetz trat er in unterschiedlichen Rollen jeweils als Vertreter des Gesetzes auf.
Darüber hinaus war Gerdesmann umfangreich als Hörspielsprecher tätig. Er lieh seine Stimme verschiedenen Charakteren in Jugendhörspielen des Labels EUROPA wie Die drei ???, Trixie Belden und TKKG.

## Filmografie (Auswahl)
- 1958: Stahlnetz: Die Tote im Hafenbecken
- 1959: Stahlnetz: Aktenzeichen: Welcker u. a. wegen Mordes
- 1959: Nick Knattertons Abenteuer – Der Raub der Gloria Nylon
- 1959: Natürlich die Autofahrer
- 1962: Leben des Galilei
- 1962: Stahlnetz: In jeder Stadt …
- 1962: Stahlnetz: Spur 211
- 1963: Was soll werden, Harry?
- 1963: Hafenpolizei: Die Party
- 1963: Stahlnetz: Das Haus an der Stör
- 1963: Durchbruch Lok 234
- 1964: Polizeirevier Davidswache
- 1966: Intercontinental Express: Zwei im falschen Zug
- 1966: Hinter diesen Mauern
- 1967: Ein Fall für Titus Bunge: Finden Sie Sigismund
- 1967: Landarzt Dr. Brock
- 1968: Polizeifunk ruft: Der Reinfall
- 1968: Dem Täter auf der Spur: Schrott
- 1969: Nennen Sie mich Alex
- 1970: Dem Täter auf der Spur: Frau gesucht…
- 1971: Dem Täter auf der Spur: Tod am Steuer
- 1972: Tatort: Rechnen Sie mit dem Schlimmsten!
- 1972–1973: Kleinstadtbahnhof (Fernsehserie)
- 1973: Zinksärge für die Goldjungen
- 1973: Im Auftrag von Madame: Lila Sonne
- 1974: Bismarck von hinten oder Wir schließen nie
- 1975: Der Stechlin
- 1975: Motiv Liebe – Folge 20 Gehobene Laufbahn
- 1980: Grenzfälle
- 1984: Die Violette Mütze oder Morgen sind wir endlich reich …!

## Hörspiele (Auswahl)
- 1962: Ankommt eine Depesche; Regie: Fritz Schröder-Jahn, mit Marlene Riphahn, Fabian Wander, NDR.
- 1962: Der Blaumilchkanal; nach Ephraim Kishon, Regie: Horst Loebe, mit Wilhelm Kürten, Kurt A. Jung, SDR.
- 1963: Das Obdach; Regie: Fritz Schröder-Jahn, mit Hanns Lothar, Joseph Offenbach, NDR.
- 1963: Haussuchung; Regie: Fritz Schröder-Jahn, mit Renate Heilmeyer, Klaus Höhne, NDR.
- 1963: Die Ordonier und die Arnitarier; Regie: Hans Lietzau, mit Kurt A. Jung, Max Walter Sieg; NDR
- 1963: Alchimons Apfel; Regie: Gert Westphal, mit Hermann Schomberg, Hanns Lothar, NDR.
- 1964: Ein hochpolitischer Fall; Regie: Till Bergen, mit Klaus Stieringer, Josef Dahmen, RB.
- 1964: Der Verkehrsunfall; Regie: Günter Siebert, mit Hans Christian Blech, Erika Dannhoff, RB.
- 1964: Ein Wintermärchen; nach William Shakespeare, Regie: Fritz Schröder-Jahn, mit Max Eckard, Christian Wolff, NDR
- 1964: Arm Seel – da lachen ja die Hühner; Regie: Horst Loebe, mit Ursula Burg, Klaus Behrendt, RB.
- 1965: Hautgoût; Regie: Otto Kurth, mit Peter René Körner, Carlos Werner, RB.
- 1966: Man wird sehen; Regie: Fritz Schröder-Jahn, mit Helmut Griem, Hans Paetsch, NDR.
- 1967: Pastorale 67; Regie: Fritz Schröder-Jahn, mit Horst Bollmann, Horst Frank, NDR.
- 1968: Bericht über die Pest in London, erstattet von Bürgern der Stadt, die im Jahre 1665, zwischen Mai und November, daran zugrunde gingen; Regie: Heinz von Cramer, mit Michael Harck, Elisabeth Kuhlmann, NDR.
- 1968: Geschmacksache; Regie: Fritz Schröder-Jahn, mit Michael Ande, Charlotte Schellenberg, NDR.
- 1970: Ohne Ende; Regie: Fritz Schröder-Jahn, mit Hans Helmut Dickow, Dieter Borsche, NDR.
- 1974: Das Haus in Oneida; Regie: Horst Loebe, mit Dieter Hufschmidt, Herbert Steinmetz, NDR.
- 1977: Trixie Belden (9) verfolgt die Schafdiebe; Europa
- 1980: Die drei ??? (18) und die Geisterinsel; Europa
- 1980: Die drei ??? (20) und die flammende Spur; Europa
- 1981: TKKG (10): Alarm im Zirkus Sarani; Europa

Datum unbekannt:
- Kein Kündigungsgrund; Regie: Wolfgang Schenck, mit Helmut Wöstmann, Heide Grübl, NDR.